# David Greig
Pour les articles homonymes, voir Greig.
David Greig, né en 1969 à Édimbourg, est un dramaturge, metteur en scène et directeur de théâtre écossais.

## Biographie
David Greig est né à Édimbourg, en 1969, et a été élevé au Nigeria. Il a étudié l'art dramatique à l'Université de Bristol.
Il a travaillé avec le Royal Court Theatre, le Royal National Theatre et le Royal Shakespeare Company entre autres.
Il vit à Édimbourg.

## Œuvres
Sa première pièce a été jouée à Glasgow en 1992 et il a été joué dans le monde entier. En 1990, il a participé, avec Graham Eatough et Nick Powell, à la fondation de la Suspect Culture Theatre Company.
Il a produit les pièces  Europe (1995), The Architect (1996, qui a donné en 2006 le film L'Architecte), The Cosmonaut's Last Message To The Woman He Once Loved In The Former Soviet Union (1999), San Diego (2003) et Outlying Islands (2002).
Ses pièces plus récentes sont Damascus (2007), The American Pilot (2005), Pyrenees (2005)), et Yellow Moon : The Ballad of Leila and Lee (2006).
Il a adapté en anglais des pièces étrangères comme Caligula d'Albert Camus (2003) et Créancier d'August Strindberg (2008).
Sa version des Bacchantes d'Euripide a été présentée au Festival international d'Édimbourg, en 2007, avec Alan Cumming dans le rôle de Dionysos et dix chanteurs de gospel pour le chœur. La pièce a ensuite été montrée au théâtre Lyric Hammersmith en septembre de la même année.
En 2010 a eu lieu la première de sa pièce Dunsinane au Hampstead Theatre par la Royal Shakespeare Company.
Nuit d'été (une pièce avec des chansons) est créé en 2013 au théâtre de la manufacture des abbesses puis au Théâtre du Petit Hebertot  dans une mise en scène de Nicolas Morvan  avec Patricia Thibault et Renaud Castel traduction Française de Dominique Hollier.
Le dernier message du cosmonaute à la femme qu'il aima un jour dans l'ex-union soviétique est créé en 2012 dans une mise en scène d'Alice Barbosa, traduction Blandine Pélissier et sera joué en 2013 à Confluences dans le cadre du Festival Péril Jeune.
Lune Jaune, la ballade de Leila et Lee a été créé en 2014 par L'Exalté - Cie Baptiste Guiton au Théâtre National Populaire de Villeurbanne.
Ce texte, ainsi que Le Monstre du couloir et Brewers Fayre ont été réalisés par Baptiste Guiton pour la fiction de France Culture.
En 2020, Dunsinane sera créé pour la première fois en France dans une mise en scène de Baptiste Guiton à la Machinerie - Théâtre de Vénissieux, avec notamment Gabriel Dufay dans le rôle de Siward, et Clara Simpson dans le rôle de Gruach.

## Prix et récompenses
- 2003   Critics Award for Theatre en Écosse (Meilleure nouvelle pièce) (nommé) : San Diego
- 2004   Creative Scotland Award
- 2004   Laurence Olivier Awards, meilleure reprise (nommé): Caligula
- 2005   TMA Theatre Award pour la meilleure nouvelle pièce (nommé) : Pyrenees

### En français
- L'Avant-Scène théâtre, n° 1222 ; L'architecte, 2007  (ISBN 2749810280)
- David Greig (auteur), Blandine Pélissier (traductrice), Le dernier message du cosmonaute à la femme qu'il aima un jour dans l'ex-Union soviétique, Éditions Théâtrales, 2008  (ISBN 2842602994)

## Source
- (en) Cet article est partiellement ou en totalité issu de l’article de Wikipédia en anglais intitulé « David Greig (dramatist) » (voir la liste des auteurs).